# Anthony Bowie
Anthony Lee Bowie (Tulsa, 9 novembre 1963) è un ex cestista e allenatore di pallacanestro statunitense, professionista nella NBA e in Europa.

## Carriera
Uscito dalla University of Oklahoma si dichiara eleggibile per il draft NBA 1986, in cui viene chiamato dagli Houston Rockets con la 66ª scelta. Nonostante alcuni incontri di pre-season, Bowie debutta in NBA solamente nel 1989 con la franchigia dei San Antonio Spurs. Dopo una stagione ai Rockets vola in Europa debuttando nel campionato italiano, ingaggiato dalla Pallacanestro Varese (20,8 punti la sua media).
Successivamente, dopo una parentesi nella lega CBA Bowie gioca cinque anni con gli Orlando Magic collezionando 350 presenze di cui 79 partendo dal quintetto base. Le cifre migliori risalgono alla stagione 1991-92, quando mette a segno 14,6 punti in poco più di 33 minuti di media a partita.
Fa quindi ritorno in Italia trasferendosi all'Olimpia Milano, squadra campione d'Italia in carica che in quell'anno si fermò ai quarti di finale dei play-off. In quest'annata la sua media realizzativa è stata di 14,8 punti. Dopo essere stato tagliato dal TAU Vitoria ed essersi operato al ginocchio, a cavallo tra il 1997 e il 1998 fa un provino con il Basket Rimini, ma di lì a poco ritorna in NBA con la chiamata da parte dei New York Knicks.
Poi approda in Grecia, rispettivamente all'AEK Atene con cui vince sia Coppa Saporta che Coppa di Grecia, e all'Aris Salonicco. Si unisce invece alla Fortitudo Bologna nel gennaio 2001, arrivando con la sua squadra fino alle finali scudetto perse contro la Virtus di Ginóbili. Quella stagione fu la penultima, in quanto alla soglia dei 39 anni decide di chiudere col basket giocato dopo l'esperienza all'Ural Great Perm'.
Nel 2003 è stato nominato coach della Bishop Moore High School, scuola privata situata a Orlando.

## Statistiche
| * | Primo nella lega |

### College
| Anno      | Squadra          | PG | PT | MP   | TC%  | 3P% | TL%  | RP  | AP  | PRP | SP  | PP   |
| --------- | ---------------- | -- | -- | ---- | ---- | --- | ---- | --- | --- | --- | --- | ---- |
| 1984-1985 | Oklahoma Sooners | 37 | 37 | 34,6 | 51,5 | -   | 77,3 | 5,8 | 5,3 | 1,5 | 0,2 | 13,4 |
| 1985-1986 | Oklahoma Sooners | 35 | 33 | 33,4 | 50,2 | -   | 80,8 | 4,6 | 4,7 | 1,6 | 0,5 | 13,3 |
| Carriera  | Carriera         | 72 | 70 | 34,1 | 50,9 | -   | 78,7 | 5,2 | 5,0 | 1,6 | 0,3 | 13,4 |

### NBA

#### Regular Season
| Anno      | Squadra           | PG  | PT | MP   | TC%  | 3P%  | TL%  | RP  | AP  | PRP | SP  | PP   |
| --------- | ----------------- | --- | -- | ---- | ---- | ---- | ---- | --- | --- | --- | --- | ---- |
| 1988-1989 | San Antonio Spurs | 18  | 5  | 24,3 | 50,0 | 20,0 | 66,7 | 3,1 | 1,6 | 1,0 | 0,2 | 8,6  |
| 1989-1990 | Houston Rockets   | 66  | 0  | 13,9 | 40,6 | 28,6 | 74,1 | 1,8 | 1,5 | 0,6 | 0,1 | 4,3  |
| 1991-1992 | Orlando Magic     | 52  | 26 | 33,1 | 49,3 | 38,6 | 86,0 | 4,7 | 3,1 | 1,1 | 0,7 | 14,6 |
| 1992-1993 | Orlando Magic     | 77  | 45 | 22,9 | 47,1 | 31,3 | 79,8 | 2,5 | 2,3 | 0,7 | 0,2 | 8,0  |
| 1993-1994 | Orlando Magic     | 70  | 0  | 13,5 | 48,1 | 5,6  | 83,7 | 1,7 | 1,5 | 0,5 | 0,2 | 4,6  |
| 1994-1995 | Orlando Magic     | 77  | 4  | 16,4 | 48,0 | 30,0 | 83,6 | 1,8 | 2,1 | 0,6 | 0,3 | 5,5  |
| 1995-1996 | Orlando Magic     | 74  | 4  | 14,6 | 47,1 | 38,7 | 87,0 | 1,7 | 1,4 | 0,5 | 0,1 | 4,2  |
| 1997-1998 | N.Y. Knicks       | 27  | 3  | 8,3  | 54,2 | 75,0 | 88,9 | 1,0 | 0,4 | 0,2 | 0,1 | 2,8  |
| Carriera  | Carriera          | 461 | 87 | 18,1 | 47,5 | 31,8 | 82,4 | 2,2 | 1,8 | 0,6 | 0,2 | 6,4  |

#### Playoffs
| Anno     | Squadra         | PG | PT | MP   | TC%  | 3P%   | TL%  | RP  | AP  | PRP | SP  | PP  |
| -------- | --------------- | -- | -- | ---- | ---- | ----- | ---- | --- | --- | --- | --- | --- |
| 1990     | Houston Rockets | 2  | 0  | 2,0  | 0,0  | -     | -    | 0,0 | 0,0 | 0,0 | 0,0 | 0,0 |
| 1994     | Orlando Magic   | 2  | 0  | 6,5  | 0,0  | -     | -    | 0,0 | 0,0 | 0,0 | 0,0 | 0,0 |
| 1995     | Orlando Magic   | 17 | 0  | 6,9  | 50,0 | 71,4* | 88,9 | 0,7 | 1,1 | 0,1 | 0,1 | 3,2 |
| 1996     | Orlando Magic   | 12 | 1  | 12,7 | 48,1 | -     | 100  | 1,4 | 1,2 | 0,3 | 0,2 | 2,5 |
| 1998     | N.Y. Knicks     | 7  | 0  | 3,3  | 50,0 | -     | -    | 0,0 | 0,1 | 0,1 | 0,0 | 0,6 |
| Carriera | Carriera        | 40 | 1  | 7,8  | 48,0 | 71,4  | 92,3 | 0,7 | 0,8 | 0,1 | 0,1 | 2,2 |

## Palmarès

### Squadra
- Campionato lituano: 1

Žalgiris Kaunas: 1998-99
- Campionato russo: 1

Ural Great Perm': 2001-02
- Coppa di Grecia: 1

AEK Atene: 1999-2000
- Coppa dei Campioni: 1

Žalgiris Kaunas: 1998-99
- Coppa Saporta: 1

AEK Atene: 1999-2000
- Lega Nord Europea NEBL: 1

Žalgiris Kaunas: 1999

### Individuale
- CBA Most Valuable Player (1989)
- All-CBA First Team (1989)